# Lawrence (métro de Toronto)
Pour les articles homonymes, voir Lawrence.
Lawrence est une station de la ligne 1 Yonge-University du métro, de la ville de Toronto en Ontario au Canada. Elle est située sur la Yonge Street à la hauteur de la Lawrence Avenue (en).
Ouverte au public le 31 mars 1973, elle est la première station au nord d'Eglinton sur le prolongement nord de Yonge. La station dessert l'intersection de Yonge et Lawrence au cœur de l'ancien village de North Toronto.

## Situation sur le réseau
Établie en souterrain, la station Lawrence de la ligne 1 Yonge-University, précède la station Eglinton, en direction du terminus Vaughan Metropolitan Centre, et elle est précédée par la station York Mills, en direction du terminus Finch.

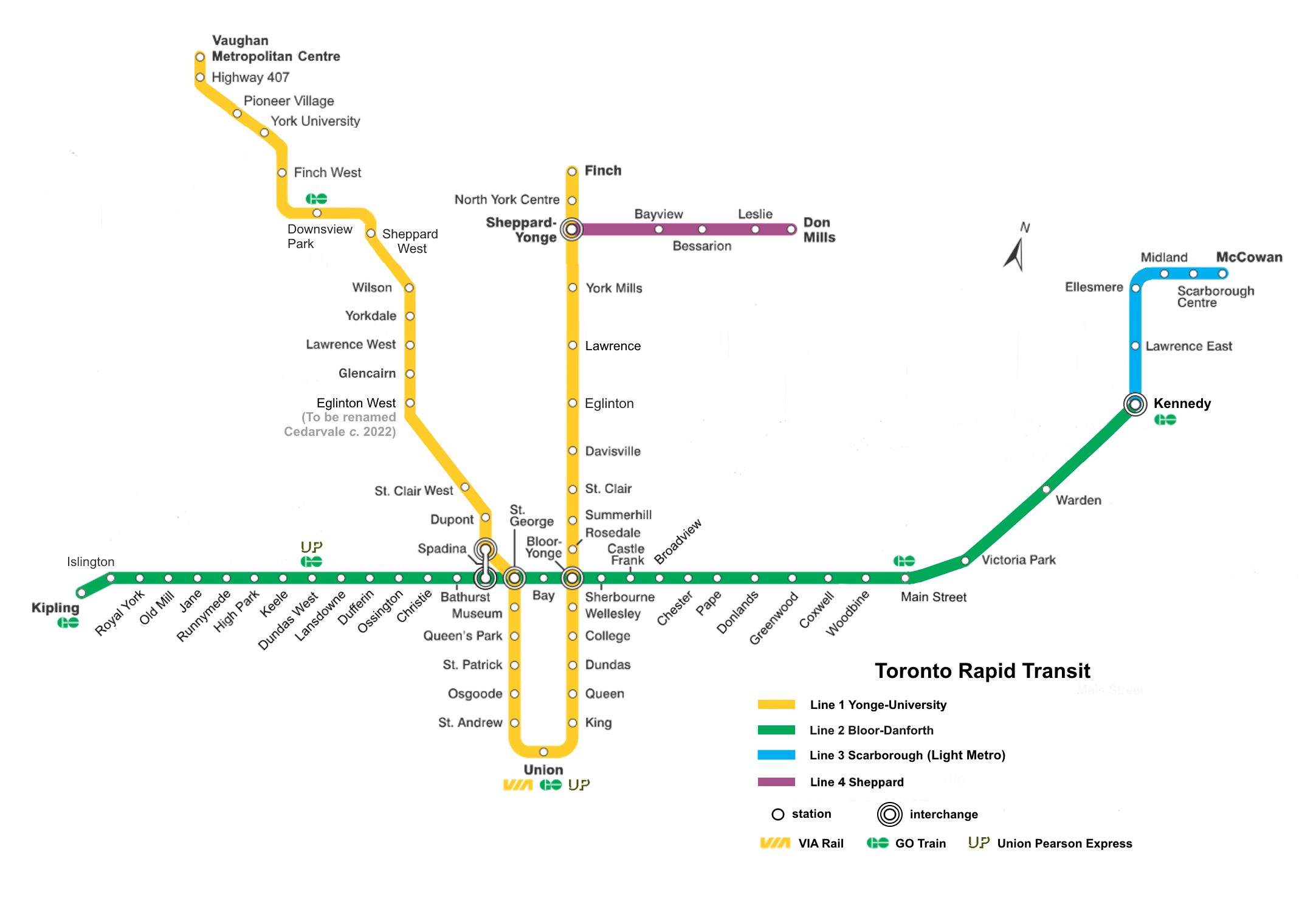
Plan du métro de Toronto (2018).

## Histoire

### Route de concession
L'avenue Lawrence était une route de concession, ce qui signifiait que, en théorie, elle s'étendait sur toute la largeur de Toronto. En pratique, la plupart de Lawrence s'est développée tardivement. Toronto s'est développé comme un « T » inversé, avec des flancs est et ouest de développement le long du lac Ontario, et un doigt nord de développement suivant la rue Yonge. Le premier transport collectif le long de l'avenue Lawrence est apparu sous la forme du bus Lawrence le 1er mai 1934, fonctionnant comme une courte ligne en forme de U de Melrose et Elm via Elm, Lawrence et Ronan jusqu'à Snowdon. À l'ouest de Bathurst et à l'est de Bayview, la zone autour de la route de concession était principalement rurale, seul le développement autour du village de Weston, à des kilomètres à l'ouest, offrant une pause. La topologie a également joué un rôle limitant la demande de trafic sur Lawrence, la vallée de la rivière Don empêchant le trafic continu à l'est de Bayview.
Après la Seconde Guerre mondiale, Toronto a commencé à se développer, et l'étalement urbain a pavé et développé les zones rurales entre Bathurst et Jane, bien que le trafic de l'est continue d'être limité par la vallée de la rivière Don. Le parcours de la ligne 52 Lawrence est prolongé vers l'ouest, et vers le sud jusqu'à la station Eglinton lorsque la ligne Yonge du métro a ouvert ses portes en 1954, aux heures de pointe seulement. Alors que la ligne 54 Lawrence East est apparu le 1er septembre 1963, la topologie de la vallée a empêché cette ligne de desservir la station Lawrence. À ce jour, elle continue de partir de la station Eglinton plus au sud.

### Prolongement du métro vers le nord
Les plans initiaux pour le prolongement de la ligne Yonge vers le nord ont pris forme dans les années 1960, alors que la Communauté urbaine de Toronto envisageait des propositions pour amener la ligne jusqu'à l'avenue Steeles, avec un terminus intermédiaire à Sheppard. Les plans initiaux prévoyaient des stations « en milieu de bloc » à Glencairn et au boulevard Yonge, mais les plans ultérieurs les ont éliminés en faveur du maintien du service d'autobus local. Les plans ultérieurs ont placé les arrêts espacés d'environ deux kilomètres, aux grandes routes principales de Lawrence, York Mills, Sheppard et Finch.
Le prolongement du métro a été construit via un tunnel sous la rue Yonge. Celui a été fait pour limiter la quantité d'expropriation nécessaire pour construire le métro, tout en construisant sous la rivière Don à York Mills. La station Lawrence a été construite sous l'intersection, et à cause de cet alignement, c'est l'une des stations les plus profondes du réseau de métro. La station a ouvert ses portes en mars 1973, lorsque la ligne Yonge a été prolongée vers le nord jusqu'à York Mills, et vers Finch en mars 1974.

### Problèmes de construction
Comme le reste du prolongement de la ligne Yonge, la station Lawrence a été affectée par les conflits de travail qui ont perturbé la construction. Les grèves ont retardé l'ouverture au-delà de 1972, et la station a ouvert sans ses escaliers en service (ceux-ci sont entrés en service des mois plus tard). Une fois le travail terminé, la station s'est installée dans de nombreuses années de fonctionnement sans problème. Le terminus de bus de la station a fourni un lien pratique avec la ligne 52 Lawrence, qui est devenue une ligne importante desservant l'ouest de York et le centre d'Etobicoke. Le terminus a également desservi des bus vers l'est, y compris la 11 Bayview et la 28 Davisville,. Ces dernières années, ses services vers l'est sont devenus plus locaux, tels que la 124 Sunnybrook et la 162 Lawrence-Donway.
La station a servi de terminus temporaire pour les autobus sur la rue Yonge, car la ligne 97 Yonge a été parfois divisée lorsque la construction a entravé la fiabilité. La station Lawrence a servi de terminus sud du parcours continuant vers le nord jusqu'à Steeles, et à un moment donné, ce parcours a reçu la designation spéciale de 197 North Yonge.
En 2012, la station a dû subir d'importantes rénovations lorsqu'il a été découvert que le tablier séparant les voies de bus des voies de métro en dessous s'usait. L'un des deux tunnels jumeaux a été fermé et tout le service de bus a été déplacé vers l'autre route souterraine tandis que les équipes renforçaient les supports. Pendant ces rénovations, qui ont continué jusqu'au milieu de 2015, quatre ventilateurs de ventilation incendie à haute capacité ont été installés dans la station.
Ces rénovations n'ont modifié les entrées de la station, ni rendu la station accessible aux fauteuils roulants. Le 27 mai 2015, le personnel de la Commission a recommandé de réaménager cette entrée, en réponse aux propositions du propriétaire du bâtiment de rénover celui-ci. Les rénovations offriraient aux usagers de la TTC une enceinte plus grande, plus lumineuse et vitrée pour attendre les bus correspondants, ainsi que des ascenseurs reliant cette entrée aux niveaux de la mezzanine, des bus, et du métro. La station deviendra accessible d'ici fin 2025.
Le terminus d'autobus de la station est fermée pendant environ 10 mois depuis le 19 novembre 2023 pour permettre les travaux d'accessibilité. De plus, le 8 janvier 2024, l'entrée de la station située à l'angle nord-ouest de l'avenue Lawrence Ouest et de la rue Yonge est fermée jusqu'au début du mois de mars 2024.

## Services aux voyageurs

### Accès et accueil
La station dispose de quatre accès : deux entrées à l'angle de Yonge et Lawrence, une entrée sur l'avenue Ranleigh et une sur l'avenue Bedford Park. Les deux premières entrées sont situées aux coins nord-ouest et nord-est de la rue Yonge et l'avenue Lawrence. L'entrée de l'avenue Ranleigh est située à l'angle de la rue Yonge. Un escalier de trottoir mène directement au niveau du quai du métro. L'entrée de l'avenue Bedford Park est également située à l'angle de la rue Yonge, et un escalier de trottoir et portillons d'accès mènent directement au niveau du quai du métro.
La station est composée de quatre niveaux : niveau de rue, niveau de mezzanine, niveau des quais des bus et niveau du quai du métro. Les entrées et les arrêts de la ligne 97 Yonge sont situés au niveau de rue. Des portillons d'accès, des distributeurs automatiques de billets et un agent de guichet se trouvent au niveau de mezzanine. Les quais de tous les autobus sauf la 97 Yonge se trouvent au niveau des quais des bus. Le terminus d'autobus est présentement fermé pour permettre les travaux d'accessibilité et tous les arrêts d'autobus sont temporairement déplacés sur les rues. Un quai central en directions de Finch et de Vaughan se trouve au niveau du quai du métro. Les escaliers réguliers et mécaniques mènent aux trois autres niveaux, ainsi que les sorties aux avenues Bedford Park et Ranleigh.

### Desserte
Les trains de la ligne 1 Yonge-University circulent toutes les 2 à 3 minutes aux heures de pointe (de 6 h à 9 h et de 15 h à 19 h) et toutes les 4 à 5 minutes pendant les heures creuses.
La première rame de métro en direction de Vaughan est à 5 h 41 en semaine, à 5 h 51 le samedi et à 8 h 03 le dimanche. La dernière rame de métro en direction de Vaughan est à 1 h 29 tous les soirs. La première rame de métro en direction de Finch est à 5 h 42 en semaine, à 5 h 53 le samedi et 8 h 09 le dimanche. La dernière rame de métro en direction de Finch est à 2 h 08 en semaine, et à 2 h 08 en fin de semaine.

### Intermodalité
La station est desservie par les bus 52 Lawrence West, 97 Yonge, 124 Sunnybrook, 162 Lawrence-Donway, 952 Lawrence West Express, ainsi que par les bus de nuit 320 Yonge et 352 Lawrence West. Normalement, tous les bus, à l'exception de la 97 Yonge et des autobus de nuit, desservent le terminus d'autobus à l'intérieur de la zone payante de la station. Les travaux d'accessibilité ont entraîné la fermeture de ce terminus pendant 10 mois et les 124 et 162 s'arrêtent désormais aux arrêts de la rue, tandis que les 52 et 952 sont détournés vers la station Eglinton via le chemin Avenue.
Les lignes 97A et 97B circulent entre la station St. Clair et l'avenue Steeles, la ligne 97B passant par le boulevard Yonge. Les arrêts sont situés sur la rue Yonge, à l'angle de l'avenue Lawrence. Ces lignes desservent la station tous les jours, en tout temps. La nuit, le bus de nuit 320 Yonge s'étend entre Queen's Quay et l'avenue Steeles, remplaçant les lignes 1 Yonge-University et 97 Yonge.
La ligne 124 Sunnybrook circule entre le chemin Avenue et l'hôpital Sunnybrook, tous les jours, en tout temps. Le service de bus de nuit est assuré par la ligne 352 Lawrence West, qui s'étend entre l'aéroport international Pearson de Toronto et l'hôpital Sunnybrook. La ligne 162 Lawrence-Donway circule entre les chemins Avenue et Don Mills 7 jours sur 7. Cette ligne n'est pas disponible en fin de soirée. Les arrêts des lignes 124, 162 et 352 se trouvent sur l'avenue Lawrence, au coin de Yonge.

## Projets
La station Lawrence fait l'objet de travaux d'accessibilité. La station recevra deux nouveaux ascenseurs afin d'améliorer la sécurité et la commodité des clients. Les travaux d'amélioration comprennent des éléments hydrauliques, électriques, mécaniques, structurels, architecturaux, ainsi que les aspects détaillés de la coordination du projet liés aux rénovations.
Le projet prévoit l'aménagement accessible à tous les niveaux de la station et comprend l'installation de deux ascenseurs depuis le niveau de la rue jusqu'aux niveaux d'autobus et du métro, de nouveaux escaliers depuis le quai jusqu'au niveau du hall, une amélioration de l'orientation et de la signalisation et des portes coulissantes accessibles à l'entrée principale et des portes sans obstacles. La mise en service des ascenseurs est prévue pour la fin de l'année 2025.

## À proximité
- Lawrence Park (en)